# 다카베촌
다카베촌(일본어: 高部村)은 일본 시즈오카현 이하라군에 속했던 촌이다. 현재의 시즈오카시 시미즈구 서부에 해당한다.

## 역사
- 1889년 4월 1일 - 정촌제 시행에 의해 이하라군 다카베촌이 성립하였다.
- 1954년 4월 1일 - 시미즈시에 편입해, 동일 다카베촌은 폐지되었다.
- 2003년 4월 1일 - 시미즈시가 시즈오카시와 합병해, 새로운 시즈오카시가 성립하였다..
- 2005년 4월 1일 - 시즈오카시가 정령지정도시로 전환, 구촌 지역은 시미즈구가 되었다.

## 참고 문헌
- 大日本篤農家名鑑編纂所編『大日本篤農家名鑑』大日本篤農家名鑑編纂所、1910年。
- 交詢社編『日本紳士録 第38版』交詢社、1934年。
- 『角川日本地名大辞典 22 静岡県』。